# Bernard Blaquart
Pour les articles homonymes, voir Blaquart.
Bernard Blaquart est un entraîneur français et un footballeur, né le 16 août 1957 à Roumazières (auj. Roumazières-Loubert) (Charente). Il a été l'entraîneur du Nîmes Olympique entre 2015 et 2020.

## Biographie
Issu d'une famille charentaise de huit enfants, Bernard Blaquart est le frère de l'évêque d'Orléans, Mgr Jacques Blaquart, et de François Blaquart, ancien DTN de la FFF.
Joueur, son poste de prédilection est celui d'attaquant mais il est obligé d'interrompre rapidement sa carrière à cause d'une blessure. Reconverti entraîneur, après des débuts dans le football amateur au Gallia Club Lunel  il prend la direction de l'équipe réserve du Grenoble Foot 38.
Le 14 juin 2010, il est nommé directeur du centre de formation du FC Tours. Il est nommé entraîneur intérimaire de l'équipe première le 21 août 2012. Le 24 juin 2013, il décide de quitter le poste d'entraîneur du Tours FC pour devenir directeur du centre de formation du club du Nîmes Olympique ainsi que l'équipe B du club gardois. José Pasqualetti parti, Bernard Blaquart alors à ce moment-là toujours responsable du centre de formation du club Gardois fut désigné pour assurer l'intérim avant de finalement accepter le poste d’entraîneur principal. À l'issue de la saison 2015-2016, les nîmois arrivent à remonter les huit points de pénalité et à se maintenir en Ligue 2 sous l'impulsion de Bernard Blaquart qui a su remotiver les joueurs afin d'en tirer le meilleur. Il a été élu entraîneur de l'année 2016 par le journal hebdomadaire France Football. Lors de la saison 2016-2017 alors que l'objectif du club n'était que le maintien, le club joue les troubles fêtes dans le groupe de tête jusqu'au terme de la dernière journée. Le Nîmes Olympique termine 6e de Ligue 2. Bernard Blaquart est élu meilleur entraîneur de Ligue 2 avec Nîmes à la cérémonie des Trophées UNFP 2017 succédant ainsi au palmarès à Olivier Dall'Oglio. Lors de la saison 2017-2018, les hommes de Bernard Blaquart décrochent le précieux sésame en s'imposant largement face au GFC Ajaccio sur le score de quatre buts à zéro devant 17 337 spectateurs permettant de retrouver l'élite du football français vingt-cinq ans après l'avoir quitté. Bernard Blaquart est souvent considéré comme l'un des meilleurs entraîneurs de l'histoire du Nîmes Olympique, grâce à ses très bons résultats mais aussi par son style de coaching très offensif et spectaculaire entre 2015 et 2019.

## Distinctions personnelles
- Élu meilleur entraîneur de Ligue 2 de l'année 2016 par France Football[5].
- Trophée UNFP du meilleur entraîneur de Ligue 2 de l'année 2017[6].

## Statistiques
| Saison                | Club                  | Championnat           | Championnat | Championnat | Coupe(s) nationale(s) | Coupe(s) nationale(s) | Total | Total |
| Saison                | Club                  | Division              | M.          | B.          | M.                    | B.                    | M.    | B.    |
| 1976-1977             | Girondins de Bordeaux | Division 1            | 5           | 1           | -                     | -                     | 5     | 1     |
| 1977-1978             | Girondins de Bordeaux | Division 1            | 17          | 0           | 3                     | 0                     | 20    | 0     |
| 1978-1979             | US Toulouse (prêt)    | Division 2            | 21          | 0           | -                     | -                     | 21    | 0     |
| 1979-1980             | Girondins de Bordeaux | Division 1            | 15          | 4           | 1                     | 0                     | 16    | 4     |
| 1980-1981             | Girondins de Bordeaux | Division 1            | 15          | 0           | -                     | -                     | 15    | 0     |
| 1981-1982             | SC Toulon             | Division 2            | 9           | 2           | -                     | -                     | 9     | 2     |
| 1982-1983             | SC Toulon             | Division 2            | 5           | 0           | 3                     | 0                     | 8     | 0     |
| 1983-1984             | Stade français        | Division 2            | 5           | 1           | -                     | -                     | 5     | 1     |
| Total sur la carrière | Total sur la carrière | Total sur la carrière | 92          | 8           | 7                     | 0                     | 99    | 8     |

## Carrière d'entraîneur
| Saison      | Club            | Division        | Matchs entraînés | Pourcentage victoire | Classement final |  |
| ----------- | --------------- | --------------- | ---------------- | -------------------- | ---------------- |  |
| 1988 - 1989 | GC Lunel        | DH Languedoc    | 22 matchs        | 55 %                 | 2e               |  |
| 1989 - 1990 | GC Lunel        | DH Languedoc    | 22 matchs        | 27 %                 | 7e               |  |
| 1990 - 1991 | GC Lunel        | DH Languedoc    | 22 matchs        | 59 %                 | 2e               |  |
| 1992 - 1993 | Nord Lozère     | Division 4 Gr F | 26 matchs        | 42 %                 | 2e               |  |
| 1993 - 1994 | Nord Lozère     | National 3 Gr G | 26 matchs        | 27 %                 | 11e              |  |
| 1994 - 1995 | EDS Montluçon   | National 2 Gr C | 34 matchs        | 35 %                 | 9e               |  |
| 1996 - 1997 | Perrier Vergèze | DH Languedoc    | 22 matchs        | 64 %                 | 1er              |  |
| 1997 - 1998 | Perrier Vergèze | CFA 2 Gr G      | 30 matchs        | 40 %                 | 7e               |  |
| 1998 - 1999 | GC Lunel        | DH Languedoc    | 22 matchs        | 64 %                 | 1er              |  |
| 1999 - 2000 | GC Lunel        | CFA 2 Gr E      | 30 matchs        | 30 %                 | 13e              |  |
| 2000 - 2001 | GC Lunel        | CFA 2 Gr E      | 30 matchs        | 40 %                 | 8e               |  |
| 2001 - 2002 | GC Lunel        | CFA 2 Gr E      | 30 matchs        | 30 %                 | 13e              |  |
| 2002 - 2003 | GC Lunel        | CFA 2 Gr E      | 30 matchs        | 37 %                 | 7e               |  |
| 2003 - 2004 | GC Lunel        | CFA 2 Gr E      | 30 matchs        | 33 %                 | 10e              |  |
| 2004 - 2005 | Grenoble B      | CFA 2 Gr C      | 30 matchs        | 50 %                 | 4e               |  |
| 2005 - 2006 | Grenoble B      | CFA 2 Gr D      | 30 matchs        | 43 %                 | 5e               |  |
| 2005 - 2006 | Grenoble        | Ligue 2         | 8 matchs         | 25 %                 | 10e              |  |
| 2006 - 2007 | Grenoble B      | CFA 2 Gr C      | 30 matchs        | 43 %                 | 4e               |  |
| 2007 - 2008 | Grenoble B      | CFA 2 Gr D      | 30 matchs        | 40 %                 | 6e               |  |
| 2011 - 2012 | Tours FC B      | CFA 2 Gr D      | 7 matchs         | 29 %                 | 13e              |  |
| 2012 - 2013 | Tours FC        | Ligue 2         | 34 matchs        | 35 %                 | 10e              |  |
| 2015-2016   | Nîmes Olympique | Ligue 2         | 22 matchs        | 45 %                 | 15e              |  |
| 2016-2017   | Nîmes Olympique | Ligue 2         | 38 matchs        | 44 %                 | 6e               |  |
| 2017-2018   | Nîmes Olympique | Ligue 2         | 43 matchs        | 55%                  | 2e               |  |
| 2018-2019   | Nîmes Olympique | Ligue 1         | 46 matchs        | 39 %                 | 9e               |  |
| 2019-2020   | Nîmes Olympique | Ligue 1         | en cours         | en cours             | en cours         |  |

## Palmarès
| - Bordeaux - Coupe Gambardella - Vainqueur (1) : 1976. |  | - Toulon - Division 2 - Finaliste (1) : 1983. |  | - Nîmes Olympique - Ligue 2 - Vice-champion 2018 |